# Enskede Idrottsklubb
O Enskede Idrottsklubb, ou simplesmente Enskede IK, é um clube de futebol da Suécia fundado em  1914. Sua sede fica localizada em Estocolmo.